# Kitty Margolis
Kitty Margolis (* 7. November 1955 in San Mateo, Kalifornien) ist eine amerikanische Sängerin des Modern Jazz.

## Leben und Wirken
Margolis studierte an der Harvard University und der San Francisco State University (bei John Handy). Dann begann sie in den Jazzclubs der „Bay Area“ und bei regionalen Festivals aufzutreten. 1989 erschien ihr erstes Album „Live At the Jazz Workshop“. Sie trat fast jedes Jahr auf dem Monterey Jazz Festival auf und in der Folge auch bei anderen Festivals in Amerika sowie beim North Sea Jazz Festival und in Norwegen. Regelmäßig trat die Sängerin seit den 1990ern in Europa und Japan auf, wobei sie auch prominente Sidemen wie Red Holloway oder John Handy begleiteten. Auf ihrem zweiten, mit zahlreichen Preisen bedachten Album „Evolution“ (1994) spielt sie mit Joe Henderson und Kenny Brooks, auf dem Album „Straight Up With a Twist“ (1997) mit Roy Hargrove. 
Sie gehört zur Fakultät der Jazzschool in Berkeley und gibt Privatunterricht sowie Meisterkurse an Hochschulen. Von 2001 an leitete sie die Vokalabteilung der „International Association for Jazz Education“.
Die Kritikerin Nancy Ann Lee („JazzTimes“) stellte die Kontra-Altistin schon 1994 in eine Reihe mit Sarah Vaughan, Ella Fitzgerald, Carmen McRae und Betty Carter. Die Vokalistin ist 1994 und 1995 von den Kritikern des Down Beat als beste Nachwuchssängerin ausgezeichnet worden.